# Capitalismo di Stato

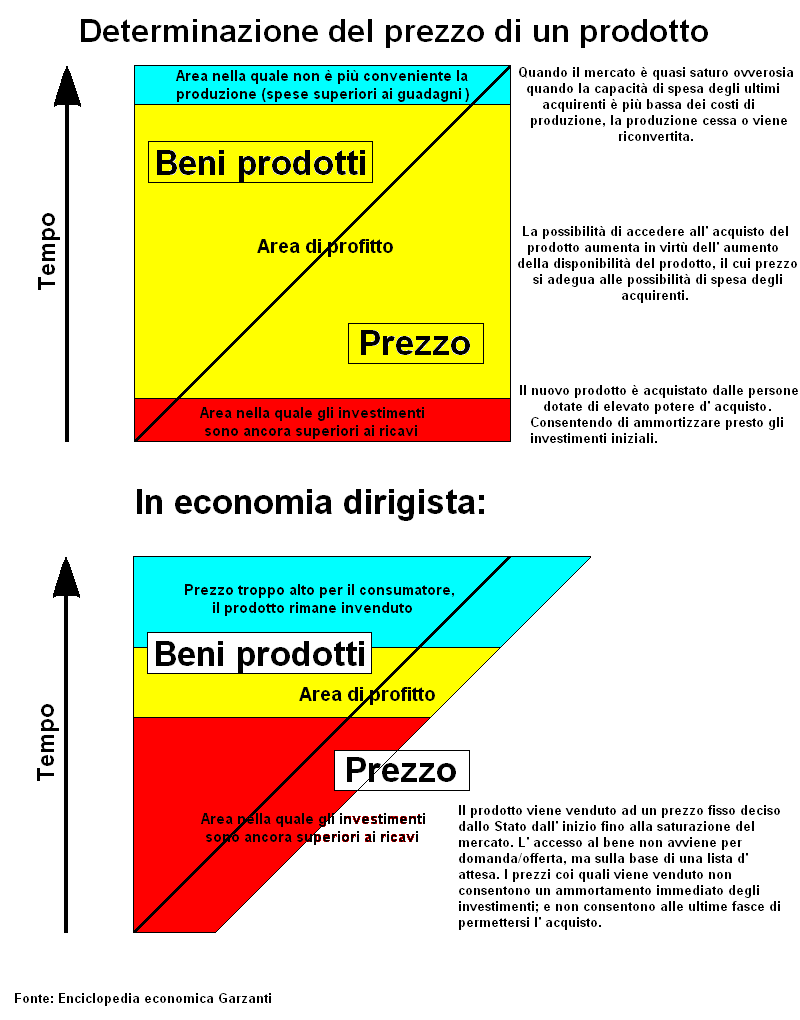
Diagramma di paragone tra la determinazione dei prezzi nelle economie capitalista e dirigista

Il capitalismo di Stato è un sistema economico in cui lo stato intraprende attività economiche e commerciali (cioè a scopo di lucro) e dove i mezzi di produzione sono organizzati e gestiti come imprese di proprietà statale (compresi i processi di accumulazione del capitale, gestione centralizzata e lavoro salariato), o laddove vi sia altrimenti una predominanza di agenzie governative corporatizzate (agenzie organizzate secondo pratiche di gestione aziendale) o di società pubbliche come società quotate in borsa in cui lo Stato detiene quote di controllo.
La letteratura marxista definisce il capitalismo di Stato come un sistema sociale che combina il capitalismo con la proprietà o il controllo da parte di uno Stato. In base a questa definizione, un Paese capitalista di Stato è quello in cui il governo controlla l'economia e agisce essenzialmente come un'unica enorme società, estraendo il plusvalore dalla forza lavoro per investirlo in ulteriore produzione.
Questa designazione si applica, secondo l'opinione di alcuni marxisti, a prescindere dagli obiettivi politici dello Stato (anche se lo Stato è nominalmente socialista).
Molti studiosi sostengono che l'economia dell'Unione Sovietica e dei Paesi del blocco orientale modellati su di essa, inclusa la Cina maoista, fossero sistemi capitalisti di Stato. Sostengono inoltre che l'economia della Cina, dai primi anni del secondo millennio, costituisce una forma di capitalismo di Stato.

## Storia
Storicamente ogni Paese ha visto operare una qualche forma di capitalismo di Stato all'epoca della accumulazione originaria del proprio capitale. Lo Stato infatti operava quale leva dell'accumulazione mediante il fiscalismo e accollandosi le grandi opere infrastrutturali così come i grandi trasporti (vedi la nazionalizzazione delle ferrovie nell'Italia post-unitaria) laddove il settore privato non sarebbe stato in grado di operare per carenza di capitale. Successivamente all'affermarsi dell'imperialismo e soprattutto come risposta alla crisi del 1929 le grandi potenze capitalistiche occidentali hanno riorganizzato la propria economia statale sotto forma di capitalismo monopolistico di Stato.
Politicamente l'etichetta capitalismo di Stato, applicata soprattutto all'Unione Sovietica, ma anche ai Paesi consimili (democrazie popolari quali Cina e Cuba, tra le altre), era ed è un modo per criticare la mancata gestione dell'economia da parte delle masse lavoratrici e mettere in dubbio alla fine che si tratti realmente di un'economia socialista. Da parte anarchica la critica è diretta in relazione alla reintroduzione del denaro nel suo utilizzo come mezzo di scambio e di accumulazione di valore ("capitale") operata da Lenin con la NEP, ritenendo inconciliabile con il comunismo la sua esistenza che Marx implicitamente non avrebbe contemplato. Difatti sebbene la dottrina marxista indicasse una società "con accumulazione di capitale" come presupposto fondamentale per la creazione del socialismo, egli non necessariamente si riferiva al capitale finanziario ma al capitale fisico ossia i mezzi di produzione, per questo motivo egli immaginò erroneamente come candidati al comunismo i paesi più ricchi anziché quelli poveri.
Sebbene Lenin avesse inizialmente inteso la NEP come una fase di reflusso solo provvisoria e contingente indotta dall'emergenza delle rivolte contadine, il sistema inizialmente praticato non fu più ripristinato; per questo, nonostante Karl Marx non abbia mai indicato precisamente in cosa dovesse consistere in pratica il sistema comunista, i comunisti libertari ritengono che l'abbandono del comunismo di guerra basato sul metodo distributivo del razionamento (ossia secondo loro del comunismo tout court, da evolvere in seguito ma non abbandonare totalmente come, secondo questa interpretazione, invece fece Lenin) abbia rappresentato l'abbandono del sistema comunista stesso, non considerando essi più tale quello che ne seguì ma solo un capitalismo di stato ritenendo essi assolutamente imprescindibile dal sistema comunista l'abolizione del concetto stesso di "unità di conto" rappresentato dal denaro. Questa critica si sviluppò perché il governo bolscevico aveva fin da subito mostrato, a opinione dei libertari, caratteristiche degenerate da demagogia e populismo, ad iniziare dal decreto sulla terra l'8 novembre 1917, il quale invece di collettivizzarla sotto la forma che poi verrà presa da Stalin nei sovchoz venne invece distribuita in proprietà privata ai piccoli contadini (kombedy), dotandoli successivamente (11 giugno 1918) di libertà di associazione (soviet propri, quindi a difesa dei propri interessi particolari), tradendo l'impostazione marxista originaria e rendendo necessaria la pratica di misure liberticide finalizzate a reprimere la difesa di tali interessi particolari lasciati aperti.
Difatti appena le entrate tributarie furono sostituite in agricoltura da requisizioni eseguite dalle famigerate squadre annonarie si fecero vedere gli effetti della mancata collettivizzazione delle terre ossia della loro regalia ai "kombedy" criticata dai libertari: subito avviene la prima rivolta contro le requisizioni, a Balakovo dove i "kombedy" linciano gli esattori bolscevichi; questo tipo di rivolte nel corso dei successivi due anni si susseguiranno una dietro l'altra (in un Paese rurale nel quale l'agricoltura era il fondamento) e relativa necessità di reprimerle, coinvolgendo complessivamente alla fine praticamente l'intero territorio russo seppur con cadenze temporali diverse. Per rimediare a ciò Lenin dall'8 al 16 marzo 1921 indisse il X Congresso del Partito Comunista Russo (bolscevico) reintroducendo con la NEP l'uso del denaro (ma l'obiettivo dichiarato del governo sovietico rimaneva ufficialmente ancora quello di costruire una società comunista in cui non ci sarebbero stati soldi); le requisizioni sono quindi sostituite da imposte computate e versate in certificati cartacei (scemano così le rivolte contadine inerenti).
Viene abolito il lavoro coatto e militarizzato (il quale aveva assunto la forma di vera e propria schiavitù e servitù della gleba causa di rivolte al pari delle requisizioni) e sostituito da quello salariato ma rimane la proibizione dell'utilizzo di manodopera dipendente da parte dei privati; nelle fabbriche e negli impianti viene introdotta la contabilità dei costi (e con essa il concetto di "scopo di lucro"), ed il loro sistema dirigenziale basato sui caporioni (perlopiù inetti e corrotti) viene sostituito da consigli di amministrazione di nomina ministeriale. Le leggi sancivano la coesistenza di settori privati e pubblici, che erano incorporati nella NEP, che d'altra parte era una "economia mista" orientata dallo Stato. La NEP rappresentava un allontanamento dalla piena nazionalizzazione di alcune parti delle industrie. Alcuni tipi di investimenti esteri erano previsti dall'Unione Sovietica nell'ambito della NEP, al fine di finanziare progetti industriali e di sviluppo con requisiti di valuta estera o tecnologici con l'attrazione di capitali stranieri mediante concessioni. Ossia ciò che si chiama "capitalismo di stato".
Riguardo al sistema cinese, Pantsov e Levine vedono molte similitudini nelle riforme cinesi, avvenute dopo la morte di Mao Zedong, del leader Deng Xiaoping negli anni '80. Nel 1985 Deng ha apertamente riconosciuto che "forse" il modello più corretto di socialismo era la NEP dell'URSS, riconoscendo così implicitamente che (almeno in quel momento) praticamente il mondo intero poteva definirsi tale essendo quello, il capitalismo di stato, nei fatti il sistema praticato da quasi tutti i Paesi o comunque da tutti quelli più sviluppati.
Ufficialmente Lenin fu costretto dalle contingenze dettate dalle continue rivolte dei contadini che ritenendosi erroneamente legittimi proprietari del prodotto si opponevano alla sua cessione, e soprattutto dall'ammutinamento della base navale di Kronštadt, i cui soldati erano stati tra i più attivi sostenitori della Rivoluzione d'ottobre. Il bombardamento della base di Kronštadt da parte dell'Armata Rossa di Lev Trotsky è visto da alcuni storici come l'evento che pone fine al periodo rivoluzionario in Russia o quantomeno alla sua fase candida. Gli autori libertari interpretano la rivolta come una 4° rivoluzione vera e propria (dopo quella del 1905, di febbraio, e d'ottobre), fallita, che, intenzionata a rovesciare il governo di Lenin avrebbe dovuto instaurare il comunismo definitivo ossia evolvendo il comunismo di guerra colmando la lacuna esistente ossia collettivizzando la terra, ma non ritornando al capitalismo (seppur "di Stato") come invece fece Lenin con la NEP. Di conseguenza secondo tale visione che identifica nel comunismo "di guerra" il comunismo marxista autentico (o quantomeno "sulla strada giusta" per divenirlo), tutte le conseguenze negative riscontrate nella sua applicazione sono da imputare originariamente proprio e solamente alla lacuna rappresentata dalla mancata collettivizzazione delle terre e non alla statalizzazione del sistema economico in sé; anzi la reintroduzione del denaro come soluzione viene vista come l'abbandono del comunismo stesso per il ritorno al capitalismo.
Di conseguenza per gli anarco-comunisti la NEP non fu una soluzione ma solo un regresso ingiustificabile. Sebbene successivamente (1928) Iosif Stalin collettivizzò la terra, lo fece rimanendo per il resto nel medesimo sistema finanziario della NEP, da cui la permanenza delle medesime distorsioni (chiaramente indicate dal grafico presente in questa pagina) causate dall'esistenza di un'unità di conto, dai libertari imputate quindi anche al sistema stalinista e post-stalinista tanto quanto alla NEP. La distorsione nel sistema commerciale provocata dall'assenza delle più elementari regole di mercato in assenza di un metodo distributivo alternativo al mercato stesso portava dei risvolti che risultavano evidenti nella formazione di lunghe code davanti ai negozi. Per quanto riguarda i beni non di prima necessità invece ci si regolava col sistema delle liste d'attesa. Ad esempio per l'acquisto di un'automobile nell'Unione Sovietica degli anni ottanta arrivava il proprio turno per l'acquisto in media dopo tre o quattro anni dalla sua ordinazione.
Questa situazione provocava inevitabilmente un esteso mercato nero delle merci, soprattutto di quelle straniere, gestito dalla Organizatsya, la mafia russa. Questo sistema consentiva ai ricchi di accedere a prodotti altrimenti irreperibili, tanto meno senza fare la fila. Era quindi tollerato in ambienti politici in quanto i politici comunisti erano gli unici ricchi. Inoltre in un sistema del genere il capitalismo e i suoi meccanismi di sfruttamento del proletariato non sono soppressi perché il fatto che la proprietà privata dei mezzi di produzione sia abolita e quindi la borghesia non ne abbia più il controllo determina solo la sostituzione della moltitudine dei capitalisti con un unico grande capitalista costituito dallo Stato, il quale diventa quindi il nuovo soggetto che attua lo sfruttamento del proletariato tramite l'appropriazione del plusvalore che continua ad esistere come conseguenza dell'esistenza di un'unità di computo finanziario.
Nelle aziende statali la direzione del lavoro era affidata a burocrati di nomina politica, sovente incompetenti e suscettibili di corruzione e disinteressati al buon funzionamento dell'azienda e alle condizioni dei lavoratori. Questa situazione comportava problemi rilevanti negli Stati la cui economia era interamente basata su aziende statali. Il primo è la necessità di mantenere un ambiente illiberale in ambito lavorativo e più esteso in generale in tutta l'organizzazione statale per tacitare le probabili critiche dei lavoratori ai loro dirigenti e quindi a tutto il sistema. Il secondo riguarda la bilancia commerciale nelle esportazioni coi Paesi capitalisti, deficitaria a causa della vendita sottocosto di prodotti a Paesi capitalisti in cambio di percentuali illegalmente elargite ai dirigenti aziendali dei Paesi statalisti. Questo si sostiene sia il motivo per cui la finanza internazionale ha tollerato (se non sostenuto) la nascita e l'esistenza di Stati totalmente dirigisti fino a quando essi caddero da sé.